# 圣伊莱尔代斯蒂萨克
圣伊莱尔-代斯蒂萨克（法語：Saint-Hilaire-d'Estissac，法語發音：[sɛ̃.t‿ilɛʁ dɛstisak]）是法国多尔多涅省的一个市镇，位于该省中部偏西南，属于贝尔热拉克区。

## 地理
圣伊莱尔-代斯蒂萨克（45°0'48"N, 0°30'27"E）面积6.14 平方千米，位于法国新阿基坦大区多爾多涅省，该省份为法国西南部内陆省份，是法國本土面积第三大的省，大致对应佩里戈尔地区，北起顺时针与夏朗德省、上维埃纳省、科雷兹省、洛特省、洛特-加龙省、吉倫特省和滨海夏朗德省接壤。
与圣伊莱尔-代斯蒂萨克接壤的市镇（或旧市镇、城区）包括：圣让代斯蒂萨克、贝莱马、维朗布拉尔、伊萨克。
圣伊莱尔-代斯蒂萨克的时区为UTC+01:00、UTC+02:00（夏令时）。

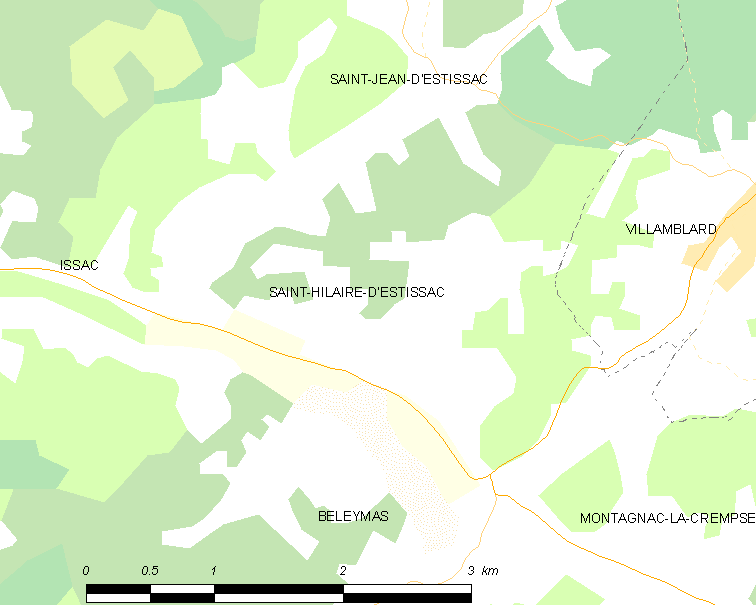
圣伊莱尔-代斯蒂萨克的OSM定位图

## 行政
圣伊莱尔-代斯蒂萨克的邮政编码为24140，INSEE市镇编码为24422。

## 政治
圣伊莱尔-代斯蒂萨克所属的省级选区为中佩里戈尔县。

## 人口

1962-2008年间圣伊莱尔-代斯蒂萨克人口变化图示

圣伊莱尔-代斯蒂萨克于2022年1月1日时的人口数量为126人。